# Lemignano
Lemignano è una frazione del comune di Collecchio, in provincia di Parma.
La località dista 4,23 km dal capoluogo.

## Geografia fisica
La frazione sorge in posizione pianeggiante alla quota di 88 m s.l.m., ai confini col comune di Parma.

## Origini del nome
Il toponimo della località, in epoca altomedievale nota come Viliniano, ha origine latina, probabilmente prediale: deriva forse dal nome Vibius, Vilinius, Vinibius, Volinius oppure Numidius. In seguito il borgo fu citato come Numignano nel 1230, Lumignano nel 1493 e Lemignano a partire dal 1520.

## Storia
Le più antiche testimonianze della presenza umana nella zona di Lemignano risalgono al Paleolitico; a tale periodo appartengono 3782 manufatti litici di cultura aurignaziana, la maggior parte dei quali realizzata in diaspro, scoperti nel 1987 in seguito all'aratura di un terreno della cascina Mandrie.
All'epoca tardo-antica o altomedievale risalgono invece due tombe contenenti alcuni oggetti, rinvenute nel corso di alcuni scavi effettuati nel 1993 nei pressi della chiesa di San Vitale.
La più antica testimonianza dell'esistenza della corte di Viliniano risale all'8 marzo 991, quando la località fu menzionata in un atto di vendita di beni da parte di Prangarda, figlia del marchese Adalberto Atto di Canossa e moglie del marchese Maginfredo, al diacono della pieve di Borgo San Donnino.
Il 20 novembre 995 l'intera corte di Viliniano, con le abitazioni, la cappella e le terre circostanti, fu donata dal vescovo di Parma Sigefredo II al Capitolo della Cattedrale cittadina.
In seguito, data la vicinanza con la città di Parma, il borgo ne seguì le vicende storiche.
In epoca napoleonica la località divenne frazione del nuovo comune di San Martino Sinzano, che fu sciolto nel 1866 per Decreto Regio; Lemignano, insieme all'ex capoluogo, fu allora annessa al comune di Collecchio.

## Monumenti e luoghi d'interesse

### Chiesa di San Vitale

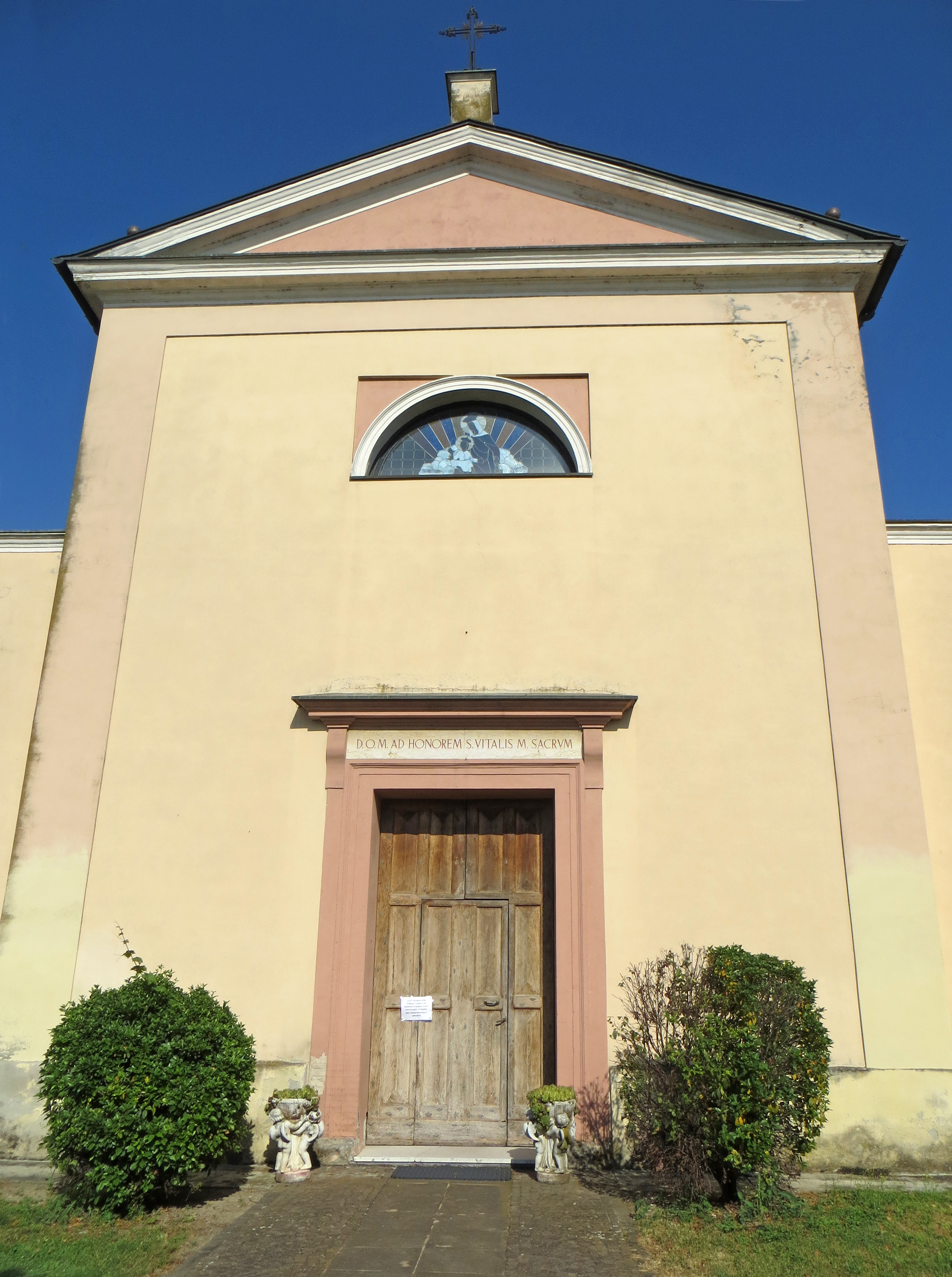
Chiesa di San Vitale

Menzionata per la prima volta nel 995, l'antica cappella di Viliniano fu abbattuta e ricostruita tra il 1837 e il 1838 in forme neoclassiche. La chiesa, restaurata intorno al 1960, è internamente decorata con paraste doriche, fregi e affreschi sulle volte a botte della navata, delle quattro cappelle e del presbiterio absidato.

## Economia
La frazione, attraversata da nord-est a sud-ovest dalla strada statale 62 della Cisa e circondata da campi coltivati, ospita un importante quartiere artigianale, il più esteso dell'intero territorio comunale di Collecchio.